# Usedlost čp. 12 (Salajna)
Vesnická usedlost čp. 12 stojí v části obce Salajna v obci Dolní Žandov v okrese Cheb. Je chráněna jako kulturní památka České republiky. Usedlost je součástí vesnické památkové zóny Salajna.

## Historie

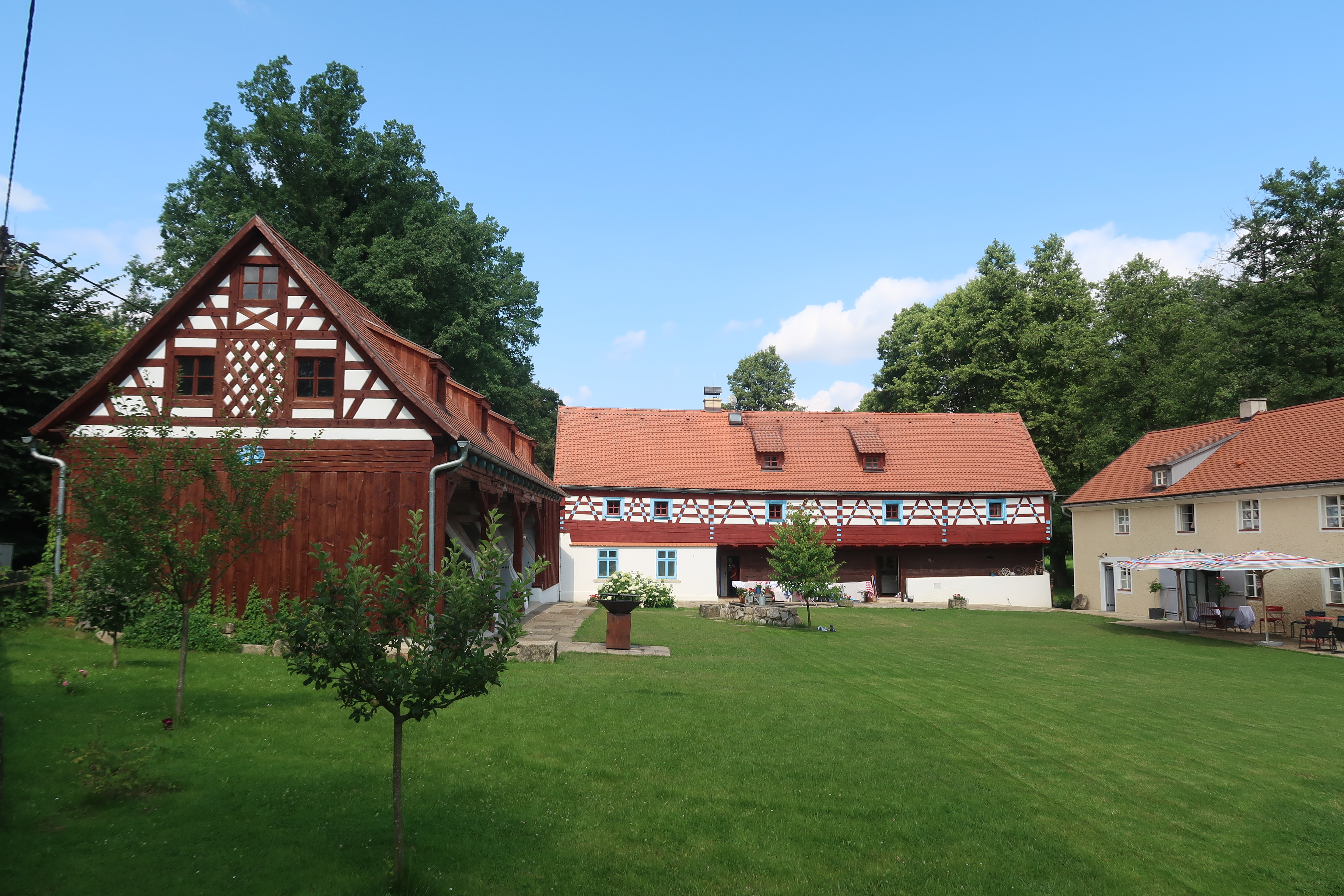
Usedlost č.p. 12 v Salajně

Usedlost byla postavena v roce 1802 u Šitbořského potoka a silnice vedoucí k Dolnímu Žandovu. Je představitelem lidové architektury uzavřeného dvora chebského typu, tzv. francký dům. V roce 1964 byla zapsána do státního seznamu kulturních památek. V období konce osmdesátých let 20. století zanikla stodola a kůlna. V letech 2004–2014 byl zbývající objekt novými majiteli opraven, byla zastřešena budova bývalého chléva a v roce 2013 začala stavba repliky dřevěné kůlny. Usedlost slouží jako penzion.

## Popis
Usedlost je uzavřený rozlehlý čtvercový dvorec obklopený obytnou budovou, chlévy, kůlnou a stodolou. Vjezd do dvora byl ve východním nároží. V prostoru mezi nárožími budov byly ploty.

### Obytná budova
Obytná budova zaujímá místo v severozápadní straně dvora. Je patrová stavba, která byla postavena na půdorysu obdélníku na kamenné podezdívce, má třídílnou chlévní dispozicí. V přízemní roubené části byla světnice, na ni navazovala síň a chlévy. Podezdívka vyrovnávala terénní nerovnost pod síni a chlévy. Podél dvorního průčelí bylo zápraží kryté přesahujícím patrem. Asi na začátku 20. století byla světnice vyzděná, prolomena třemi obdélnými okny a z boku byl k ní přistavěný zděný přístavek. Patro je postaveno z obvodového na dvorní straně přesahujícího roubeného věnce, na němž jsou hrázděné stěny. Ve štítových průčelích jsou tři okna. Průčelní hrázděné asymetrické štíty jsou zdobené složitým šachováním s barevně kontrastními dřevěnými konstrukcemi a styčnými body trámů a bíle omítanými výplněmi. Okna ve štítech jsou čtvercová původně doplněna s profilovanými římsami, dřevěnými trojúhelníkovými frontony a okenicemi. Obytná budova má asymetrickou sedlovou střechu krytou střešními taškami (bobrovkami).

### Chlévy
Severovýchodní stranu dvora zaujímá patrová zděná budova chlévů, která je postavena kolmo k obytné budově. Je postavena na půdorysu obdélníku, stěny jsou hladce omítané. Sedlová střecha má vikýře s pultovou střechou. Krytou původně eternitovými šablonami, které byly při rekonstrukci nahrazeny bobrovkami. V dvorním průčelí byly troje vjezdy s dvoukřídlými dřevěnými vraty a obdélnými okny. Po rekonstrukci je zachován jeden (pravý) průjezd a tři okna. V patře jsou dva obdélné otvory lemované paspartami.

### Stodola
Naproti obytné budovy stála dřevěná stodola postavena na půdorysu obdélníku se sedlovou střechou krytou původně nakoso položenými eternitovými šablonami. Rámová konstrukce byla bedněna širokými prkny.

### Kůlna
Dvůr na jihozápadě uzavírala dřevěná přízemní kůlna otevřena do dvora. Kůlna byla postavena na půdorysu obdélníku orientovaná podélným průčelím k silnici. Na sloupech se vzpěrami bylo posazené  roubené polopatro, které bylo mírně vysunuté na čelech stropních trámů. Sedlová střecha je krytá bobrovkami a na zadní straně byly tři vikýře. Zadní a části štítových průčelí byla bedněna širokými prkny. Ve štítových průčelích byly vjezdy, které měly překlady elipsovitě tvarovány. Průčelní štíty se třemi okny byly svisle bedněné.